# David Finkelstein

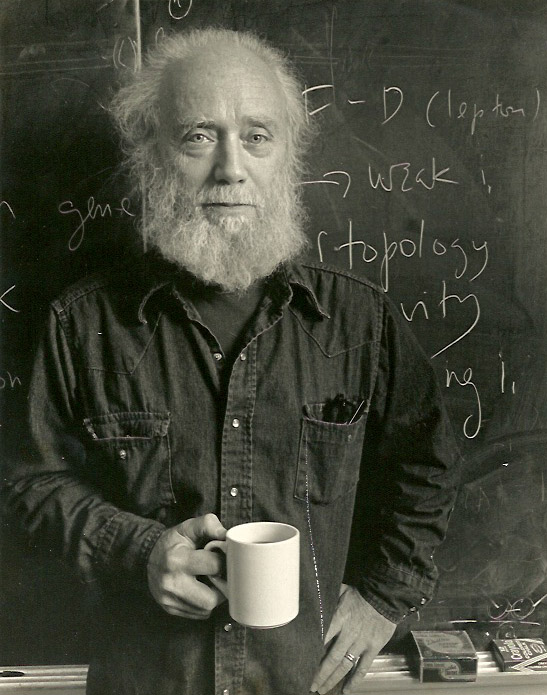
David Finkelstein (1984)

David Ritz Finkelstein (* 19. Juli 1929 in New York City; † 24. Januar 2016 in Atlanta, Georgia) war ein US-amerikanischer theoretischer Physiker.
Finkelstein studierte 1946 bis 1949 (Bachelor) am City College in New York und danach bis zu seiner Promotion 1953 am Massachusetts Institute of Technology. Ab 1953 war er am Stevens Institute of Technology, wo er 1956 Assistenzprofessor und 1958 bis 1960 Associate Professor war.1959/60 war er Ford Foundation Fellow am CERN (wo er sich mit quaternionischer Quantenmechanik beschäftigte). 1959 wurde er Associate Professor an der Yeshiva University in New York City, wo er 1964 Professor für Physik wurde. 1976/7 war er dort Chairman des Physik-Departments und 1978/9 Dean der Fakultäten für Mathematik und Naturwissenschaften. 1980 wurde er Professor am Georgia Institute of Technology, wo er 1979/80 auch Direktor des Physik-Instituts war. 1993 war er Gastwissenschaftler am Heisenberg Institut für Theoretische Physik in München und 1989 am Mathematischen Institut in Oxford.
1977 bis 2005 war er Herausgeber des International Journal of Theoretical Physics.
Finkelstein befasste sich unter anderem mit Allgemeiner Relativitätstheorie (Finkelstein-Koordinaten, topologische Kink-Lösungen der Gravitations-Feldgleichungen) und den Grundlagen der Quantenmechanik und ihrer Vereinigung mit der Allgemeinen Relativitätstheorie über „Chronon“ genannte fundamentale Raum-Zeit-Quanten, die Teil einer Clifford-Algebra sind. Er arbeitete auch über Quantenlogik. 1996 erschien bei Springer sein Buch „Quantum relativity“. Finkelstein beschäftigte sich auch mit Kugelblitzen und Leuchterscheinungen bei Erdbeben.
Finkelstein war zweimal verheiratet und hatte vier Kinder. Er gehörte der jüdischen Kongregation Or Hadash an. Er starb am 24. Januar 2016 in seinem Haus in Atlanta.